# Vransko Jezero (sjö i Kroatien, Gorski kotar)
Vransko Jezero är en sjö i Kroatien.   Den ligger i länet Gorski kotar, i den västra delen av landet, 160 km sydväst om huvudstaden Zagreb. Vransko Jezero ligger 14 meter över havet. Arean är 5,8 kvadratkilometer. Den ligger på ön Otok Cres. Omgivningarna runt Vransko Jezero är en mosaik av jordbruksmark och naturlig växtlighet. Den sträcker sig 4,5 kilometer i nord-sydlig riktning, och 2,2 kilometer i öst-västlig riktning.